# Пертек
Пертек (тур. Pertek) — город и район в провинции Тунджели (Турция).

## Этимология
Название происходит от средневековой армянской крепости Бердак, которая после строительства Кебанского водохранилища оказалась на острове образованном на месте возвышенности которая была у русла реки Арацани (тур. Мурат). Бердак на армянском языке буквально означает «Крепость». После геноцида армян этнический состав региона изменился и, как и все армянские топонимы восточной Турции, имя Бердак было переименовано под турецкую транскрипцию «Пертек».

## История
Этот регион населён еще с каменного или бронзового веков и в течение своей истории часто был пограничным регионом между различными государствами: между хеттскими, армянскими и царством Митанни во II в. до н. э., между мидийцами и персами Каппадокии и между римлянами и парфянами. С ок. XXX в. до н. э. по XX в. н. э. заселён армянами, которые имели несколько государств в разные периоды. В 639 году регион завоёван арабами, после чего он стал «яблоком раздора» между арабами и византийцами. В 1087 сюда пришли сельджуки, а в 1243 году монголы. В XV веке за господство в регионе боролись османы и туркманы. В 1473 году эти земли завоевал султан Мехмед II.